# Ужгородська міська територіальна громада
Ужгородська міська громада — територіальна громада України, в Ужгородському районі Закарпатської області з адміністративним центром у місті Ужгород.
Площа території — 36,9 км², населення громади — 115 512 осіб (2020 р.).
Утворена у 2020 році, відповідно до розпорядження Кабінету Міністрів України № 712-р від 12 червня 2020 року «Про визначення адміністративних центрів та затвердження територій територіальних громад Закарпатської області», з територією та населеними пунктами Ужгородської міської ради Закарпатської області.

## Населені пункти
До складу громади увійшло м. Ужгород.